# Acticola
Acticola is een monotypisch geslacht van kevers uit de familie van de kortschildkevers (Staphylinidae).

## Soort
- Acticola falklandica Cameron, 1944